# Новая Жикья
Новая Жикья — деревня в Селтинском районе Удмуртской республики.

## География
Находится в западной части Удмуртии на расстоянии приблизительно 5 км на северо-восток по прямой от районного центра села Селты.

## История
Как деревня известна с 1802 года, тогда имела 9 дворов крещёных удмуртов. В 1873 году здесь (Жикья новая или Кыргурт) 18 дворов, в 1893 — 27, в 1905 — 30, в 1920 — 41 (15 русских и 26 удмуртских), в 1924 — 39. До 2021 года входила в состав Колесурского сельского поселения.

## Население
Постоянное население составляло 56 мужчин (1802), 119 жителей (1873), 160 (1893, 97 удмуртов и 63 русских), 226 (1905), 246 (1920), 238 (1924), 62 человека в 2002 году (удмурты 89 %), 56 в 2012.